# Thomas Bowles Shannon

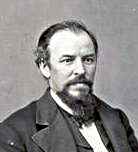
Thomas Bowles Shannon

Thomas Bowles Shannon (* 21. September 1827 im Westmoreland County, Pennsylvania; † 21. Februar 1897 in San Francisco, Kalifornien) war ein US-amerikanischer Politiker. Zwischen 1863 und 1865 vertrat er den Bundesstaat Kalifornien im US-Repräsentantenhaus.

## Werdegang
Thomas Shannon besuchte die öffentlichen Schulen seiner Heimat. Im Jahr 1844 zog er nach Illinois und 1849 während des Goldrauschs nach Kalifornien, wo er im Handel arbeitete. Dort begann er auch als Mitglied der Republikanischen Partei eine politische Laufbahn. In den Jahren 1859, 1860 und 1862 war er Abgeordneter in der California State Assembly. Bei den Kongresswahlen des Jahres 1862 wurde Shannon im dritten Wahlbezirk seines Staates in das US-Repräsentantenhaus in Washington, D.C. gewählt, wo er am 4. März 1865 die Nachfolge von Frederick Low antrat. Da er im Jahr 1864 auf eine weitere Kandidatur verzichtete, konnte er bis zum 3. März 1865 nur eine  Legislaturperiode im Kongress absolvieren. Diese war von den Ereignissen des Bürgerkrieges geprägt. Im Kongress war Shannon Vorsitzender des Ausschusses zur Kontrolle der Ausgaben des Innenministeriums.
Zwischen 1865 und 1869 fungierte er als Leiter der Hafenverwaltung von San Francisco. Danach war er in den Jahren 1871 und 1872 noch einmal Abgeordneter im kalifornischen Staatsparlament und zeitweise dessen Speaker. Von 1872 bis 1880 leitete Thomas Shannon die Zollbehörde im Hafen von San Francisco. Anschließend arbeitete er wieder im Handel. Er starb am 21. Februar 1897 in San Francisco.